# Episodi di Sara Stein
La prima ed unica stagione della serie televisiva Sara Stein, composta da 4 episodi, in Germania è stata trasmessa dal canale tedesco Das Erste dal 3 marzo 2016 al 30 novembre 2017.
In Italia gli episodi sono andati in onda su Rai Movie dall'8 agosto 2018 al 29 agosto 2018.
| nº | Titolo originale | Titolo italiano                | Prima TV Germania | Prima TV Italia |
| -- | ---------------- | ------------------------------ | ----------------- | --------------- |
| 1  | Tod in Berlin    | Shalom Berlin, Shalom Tel Aviv | 3 marzo 2016      | 8 agosto 2018   |
| 2  | Shiv’a           | Gioielli nella tomba           | 10 marzo 2016     | 15 agosto 2018  |
| 3  | Masada           | Masada                         | 23 novembre 2017  | 22 agosto 2018  |
| 4  | Alte Freunde     | Vecchi amici                   | 30 novembre 2017  | 29 agosto 2018  |

## Shalom Berlin, Shalom Tel Aviv
- Titolo originale: Tod in Berlin
- Diretto da: Matthias Tiefenbacher
- Scritto da: Maureen Herzfeld, Martin Kluger

### Trama
Sara Stein indaga a Berlino sull'omicidio di Tamar Levi, giovane disc jockey israeliana, uccisa a pugnalate accanto alla sua automobile, dove viene ritrovata la scritta "Assassina". Le indagini si concentrano immediatamente su Khalid Rahman, il ragazzo di origine palestinese della vittima e sulla sua famiglia, nella convinzione che il movente dell'omicidio sia a sfondo politico. In particolare a spingere in questa direzione è Ronit, la sorella di Tamar, convinta della colpevolezza del ragazzo. In particolare, Ronit fa riferimento all'aborto che Tamar decise in passato di intraprendere e che avrebbe portato Khalid a covare rancore nei confronti dell'amata.
Mentre sul caso cresce una pressante attenzione mediatica, il padre del ragazzo, Tarik, si costituisce alla polizia dichiarando di essere stato lui l'autore dell'omicidio, attuato per compensare il disonore che la relazione tra il figlio e la donna aveva portato alla famiglia. Viene inoltre scoperto un passaggio di denaro da Tamar e Tarik, che la famiglia aveva però giustificato come un prestito per le difficoltà economiche che stava vivendo.
La giovane detective non crede nella colpevolezza di Tarik e si affida ad un'altra pista, che la porta a scoprire un altro possibile colpevole: Avigdor, uomo israeliano innamorato da anni di Tamar.
Intanto Sara si innamora di David, giovane pianista israeliano, di cui diventa l'amante. David, decide di aiutare Sara a risolvere il caso e tornato in Israele giunge a importanti informazioni sulla questione del denaro passato da Tamar a Tarik.
Scavando più a fondo nella vicenda, Sara scopre un triangolo amoroso tra Avigdor, Ronit e Tamar. Tamar avrebbe rubato il denaro alla madre di Avigdor, ma quest'ultimo, per amore, avrebbe deciso di ritirare la denuncia. Ulteriori indagini rivelano che Ronit, innamorata di Avigdor, avrebbe indicato a quest'ultimo la posizione di Khalid.
Avigdor, in un tentativo di accoltellare Khalid, viene inseguito da Sara e viene colpito a morte da un'automobile.
Scavando però più a fondo nella vicenda, Sara arriva ad individuare il vero colpevole: Jenny, ragazza diciassettenne, a cui Tamar avrebbe involontariamente investito il cane. Jenny, vistasi denigrata da Tamar, in un impeto di rabbia aveva accoltellato la ragazza e lasciato la scritta "Assassina" sul parabrezza. A spingere Tarik ad autoaccusarsi era la volontà di proteggere il figlio, che credeva autore dell'omicidio.
Risolto il caso, Sara raggiunge David a Tel Aviv per incominciare una relazione stabile.
- Guest star: Katharina Marie Schubert (Anne Rodeck), Aljoscha Stadelmann (Max Schreiberger), Petra Zieser (Helen Stein), Falk Rockstroh (Leo Stein), Michelle Barthel (Jenny Petzold), Neta Riskin (Ronit Levi), Hen Yanni (Tamar levi), Ramin Yazdani (Tarik Rahman), Meral Perin (Ayasha Rahman), Camill Jammal (Khalid Rahman), Kirsten Block (Vera Schubert), Aram Tafreshian (Avigdor Brenner).
- Ascolti Germania: telespettatori 4 610 000 – share 14,2%[2]

## Gioielli nella tomba
- Titolo originale: Shiv’a
- Diretto da: Matthias Tiefenbacher
- Scritto da: Maureen Herzfeld, Martin Kluger

### Trama
Trasferitasi a Tel Aviv per vivere di fianco all'amato David, Sara Stein viene invitata ad indagare sul suo primo caso nella sua carriera da poliziotta in Israele, l'omicidio dell'investigatore Noam Shavit. Nel risolvere il caso, le viene affiancato l'ispettore Jakoov Blok, vecchio conoscente di Noam. Le ricerche della scientifica trovano fili di un pullover azzurro, identici a quelli di un omicidio con furto di gioielli avvenuto due anni prima: il misterioso caso Rachel Eli. Inizialmente i sospetti ricadono su Ilan Katz, noto criminale.
Intanto Amir Dawud, figlio adottivo di Noam, evita di farsi vedere al funerale, facendo presupporre a Sara che egli possa essere coinvolto nella morte del padre.
Sara e la sua collega Hanan Chalabi indagano sull'architetto Ariel Gutman, già precedentemente sospetto per l'omicidio di Rachel. Meira, suocera di Sara afferma di sapere che Ariel e Rachel avevano avuto delle forti divergenze in passato e la informa inoltre di aver notato dal suo giardino che due settimane prima Noam e Blok avevano litigato.
Sara giunge infatti a scoprire che Blok aveva avuto una relazione con Ester, moglie di Noam, morta poco tempo prima. L'ispettore afferma comunque a Sara di essere innocente.
In casa Gutman, la madre Ruth fa sapere ad Ariel di essere venuta a conoscenza del fatto che fosse lui l'assassino di Rachel, avendo lei trovato i gioielli di quest'ultima nella cassaforte del figlio, ed intende denunciarlo. Ariel colpisce la madre in testa con una scultura, ma dopo l'irruzione di Sara e di Hanan, viene arrestato e condotto in caserma dove confessa l'omicidio di Rachel ma nega quello di Noam. Nel frattempo, Blok è stato sospeso dal servizio, perché si sospetta sia coinvolto nella manipolazione delle prove.
Sara, dopo un'attenta analisi della vicenda e grazie all'aiuto del rabbino, capisce che il telo che copriva lo specchio nella casa di Noam (usanza tipica dello Shiva) fosse stato posto proprio dallo stesso. Infatti Noam, dopo la morte dell'amata Ester, voleva porre fine alla sua vita. Ma essendo il suicidio rinnegato dalla religione ebraica, Noam, uccidendosi, non sarebbe potuto essere seppellito di fianco alla moglie. Noam aveva chiesto al figlio Amir di ucciderlo, e quest'ultimo per amore del padre, non aveva saputo rifiutare. Gli stessi fili del pullover erano stati prelevati dal deposito giudiziario e posti sulla scena del delitto dallo stesso Noam, affinché si pensasse che l'assassino di Rachel Eli fosse tornato a colpire, evitando in tal modo ogni possibile sospetto di un suicidio.
- Guest star: Noa Koler (Segreteria Taly), Ami Weinberg (Commissario Yehuda Weissenberg), Raanan Hefets (Uri Ronen), Eli Gorenstein (Saul Shapiro), Tomer Kapon (Amir Dawud), Ishai Golan (Ariel Gutman), Idit Teperson (Ruth Gutman), Gila Almagor (Meira Shapiro), Gaia Shalita Katz (Yael Kaplan).
- Ascolti Germania: telespettatori 4 440 000 – share 13,8%[2]

## Masada
- Titolo originale: Masada
- Diretto da: Matthias Tiefenbacher
- Scritto da: Matthias Tiefenbacher

### Trama

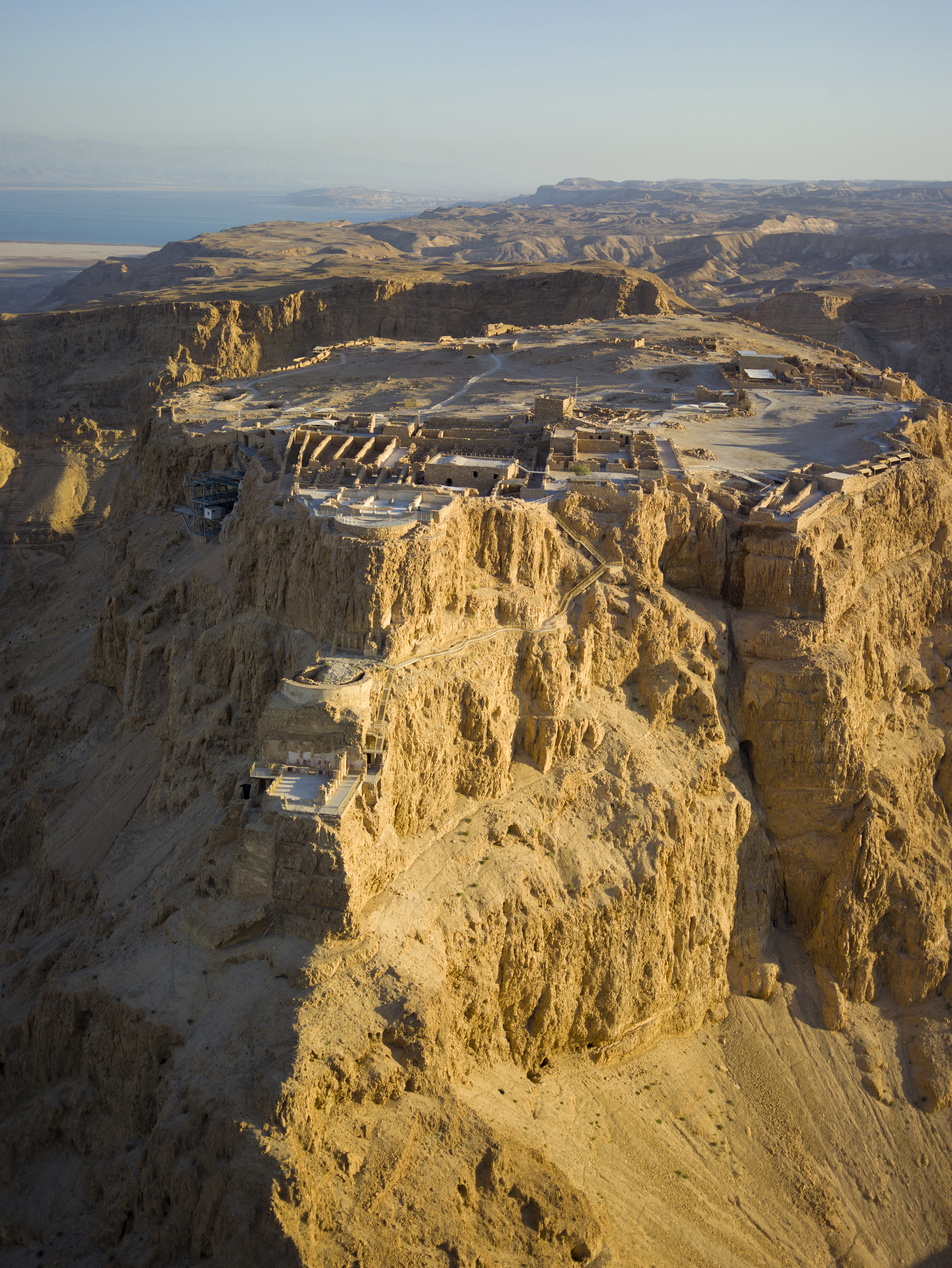
Il sito archeologico di Masada.

Un'esplosione nel sito archeologico di Masada provoca la morte dell'anticonformista archeologo Aaron Salzman ed il ferimento del padre Avram. Avram Salzman, noto archeologo sopravvissuto alla rivolta del ghetto di Varsavia e celebrato a livello nazionale per aver scoperto Masada, ha perso memoria di quanto accaduto nelle ore precedenti.
Le indagini portano subito a Philippe Morsadegh, assistente di Aaron, tramite il quale si scopre l'implicazione sua e del giovane archeologo ad un lucroso giro di reperti antichi da rivendere al mercato nero.
Le ricerche della polizia portano a scoprire un altro possibile sospetto: Michal, ragazza incinta da Aaron, in attesa di un matrimonio che sa non sarà mai celebrato. A prendersi cura di Michal è Philippe, che sembra essere innamorato di lei. Il giovane è vessato dal trafficante iraniano Azar Adad, a cui Philippe propone di vendere un'antica lampada ad olio da 100 000 Shekel. Philippe chiede perciò a Michal di portargli il pezzo.
Avram, nel frattempo, confida a Sara la somiglianza di lei ad una sua vecchia conoscenza: Miriam Kohen, nota giornalista, che Sara gli risponde essere sua zia, morta tanto tempo prima.
La polizia, tramite Michal, riesce ad irrompere sul luogo della consegna della lampada e a catturare Philippe ed i criminali. Blok è convinto che sia stato Philippe ad aver ucciso Aaron per invidia, facendo detonare la carica in modo da poterlo far sembrare un incidente.
Intanto, Sara giunge a novità sul suo passato. Grazie ad una ricerca ed alla consultazione con un rabbino, scopre di essere stata in realtà adottata dagli zii. La vera madre è infatti Miriam, sorella del padre adottivo. Dopo essersi confidata con David, lui lo fa sapere ai genitori di lei, venuti da Berlino a trovarla, generando in Sara, un forte risentimento.
Il suicidio di Philippe, per amore di Michal, porta Sara e Blok a pensare che la truffa e l'omicidio siano vicende in realtà scollegate e che la verità sia da ricercare nei rapporti di Aaron con il padre e con il fratello maggiore Elia, vissuto da sempre all'ombra del secondogenito.
I ricordi, intanto, cominciano a riaffiorare nella mente di Avram, che comincia a ricordare ciò che è avvenuto nel tunnel; si costituisce alla polizia e confessa di essere stato lui ad aver assassinato il figlio. Sara, tuttavia, pensa che quella di Avram sia soltanto una falsa confessione messa in atto per difendere l'altro figlio. Avram, posto agli arresti domiciliari, chiede di vedere Masada un'ultima volta; viene accontentato e ivi portato da Sara, dove l'archeologo le racconta l'occasione di rinascita che la scoperta di quel luogo ha rappresentato per lui.
Sara e Blok, dopo attente intuizioni, giungono a comprendere come Aaron intendesse negare il mito di Masada. Egli aveva infatti scoperto un tunnel, che poteva avvalere l'ipotesi secondo la quale non tutti gli zeloti assediati si fossero coraggiosamente suicidati.
La polizia, giunta in casa di Elia, trova Avram in procinto di suicidarsi, con in mano una pistola puntata alla tempia. Dopo essere stato fermato da Sara, Avram riconferma l'accaduto. Nel tunnel, Aaron gli aveva confessato la sua scoperta e soprattutto i suoi rapporti nei traffici illegali, prendendosi gioco del padre. La permanenza nel tunnel aveva ricordato ad Avram la traumatica esperienza della sua infanzia, quando fu costretto a nascondersi nel tunnel nel corso della rivolta a Varsavia, mentre i nazisti trucidavano i suoi compagni e la sua famiglia. Preso dal panico in una situazione così claustrofobica, Avram, colto da un sintomo di coazione a ripetere, aveva colpito il figlio e fatto innescare l'esplosione. Avram, viene giudicato per omicidio, ma a causa della particolare situazione e della sua età, viene rilasciato.
Sara, riappacificatasi con se stessa, si promette di andare a trovare i suoi genitori, intanto tornati a Berlino e promette a David di venirlo un giorno a visitare nella sua tournée in America.
- Guest star: Michael Degen (Avram Salzman), Yigael Sachs (Elia Salzman), Hila Galoskinus (Michal), Iftach Ophir (Philippe Morsadegh), Eli Gorenstein (Saul Shapiro), Raanan Hefets (Uri Ronen), Falk Rockstroh (Leo Stein), Petra Zieser (Helen Stein), Guy Zoaretz (Aaron Salzman).
- Ascolti Germania: telespettatori 4 470 000 – share 14,1%[2]

## Vecchi amici
- Titolo originale: Alte Freunde
- Diretto da: Matthias Tiefenbacher
- Scritto da: Josef Rusnak, Britta Stöckle

### Trama
Il ritrovamento sulle spiagge di Tel Aviv di un braccio amputato segna l'apertura di un nuovo caso. La vittima si rivela essere Dori Meyer, volontario e attivista per i diritti umani a capo di un'associazione attiva nel prendersi cura dei rifugiati in Israele. Dahir, rifugiato di origine sudanese e coinquilino di Dori, all'arrivo in casa di alcuni criminali, fugge via, portando con sé una memory card affidatagli dall'amico prima della sua scomparsa, proprio mentre viene sfondata la porta dell'appartamento. Il ragazzo, inserendo la scheda nel suo cellulare, scopre un video in cui Dori accusa un uomo, che Dahir riconosce essere Yoram, di traffici illegali e di essersi servito di suo fratello Uriel, inerte in sedia a rotelle. Yoram è un ex commilitone di Blok e spesso si ritrova con l'ispettore ed alcuni altri suoi ex compagni nel locale di Ibrahim, lo zio di Dahir. Dahir, non potendo consegnare il materiale alla polizia a causa della sua clandestinità, raggiunge lo zio, raccontandogli l'accaduto. Ibrahim, a insaputa del nipote, è però in combutta con Yoram, il quale è il reale proprietario del locale; Yoram viene quindi avvisato e raggiunge rapidamente il ristorante. Dahir, alla vista dei criminali, ingerisce il microchip, venendo conseguentemente drogato dagli sgherri di Yoram con dosi massicce di eroina.
Intanto l'autopsia e le indagini rivelano come Dori avesse subito violente torture prima della morte. Si ipotizza che l'omicidio del ragazzo possa avere relazioni con l'omicidio di Yuri Amakov, figlio di un noto trafficante, Sergei Amakov, arrestato tempo prima grazie all'azione di Yoram, infiltrato nell'organizzazione da Blok, per poter incastrare il criminale. La visita di Blok a Sergei, fa supporre all'ispettore che il criminale possa aver trovato un sostituto che gli gestisca gli affari fuori dal carcere.
Sara, nel frattempo, ha un litigio con David, perché quest'ultimo ha disdetto la tournée in America, preferendo concentrarsi sulla sua vita personale e sulla sua orchestra giovanile. David è inoltre tormentato dal suo trascorso nell'esercito, soprattutto in seguito alla tragica uccisione da parte della sua unità di un inerme ragazzino. David rivela a Sara che Dori era il fratello minore di Uriel Meyer, suo ex commilitone, ora ricoverato da dodici anni in un istituto psichiatrico per schizofrenia, causata dalla sua passata tossicodipendenza.
Zvia, la madre di Dori e di Uriel rivela a Sara e a Hanan, giunti in casa ad interrogarla, come Yoram fosse rimasto l'unico a prendersi cura del figlio Uriel, mentre tutti gli altri compagni lo avevano abbandonato. Inoltre, secondo Zvia, Blok ha mentito sul fatto che nella sua unità non girasse droga, e questo per permettere ai suoi uomini di ottenere la medaglia al valore; la falsa testimonianza è stata sostenuta anche dal resto del gruppo, che ha affermato che Uriel fosse tossicodipendente prima del suo arrivo nell'esercito, causandogli il rifiuto al sussidio statale e generando in Zvia un profondo risentimento. David conferma a Sara l'accaduto e le confida l'idea di Blok secondo la quale un'onorificenza avrebbe potuto aiutare i suoi ragazzi a dimenticare gli orrori della guerra.
Dahir viene intanto raggiunto dalla polizia, ma dopo la sua cattura, crolla inerme per terra a causa dell'iniezione subita in precedenza. In ospedale, i medici riescono a recuperare il microchip, il quale viene poi consegnato alla polizia.
Blok, dopo attente valutazioni della vicenda, giunge ad individuare la colpevolezza del suo amico Yoram, il quale gli confessa in via confidenziale il tutto, oltre all'omicidio di Yuri e di come egli avesse preso il controllo dell'organizzazione di Amakov. Blok accusa Yoram di aver procurato per anni l'eroina a Uriel, il quale una volta sprofondato nella schizofrenia, è stato usato per ripulire il denaro sporco, avendo Yoram intestato a quest'ultimo gran parte delle sue proprietà, e di come Dori, avendo scoperto il tutto, avesse costretto Yoram a sbarazzarsi di lui.
Il microchip di Dori si rivela in gran parte illeggibile e conseguentemente non può essere usato come prova contro Yoram; ma Blok rivela di aver registrato la sua precedente conversazione con l'amico. Con questa schiacciante prova, la polizia si appresta a catturare il criminale; ma nel mezzo dell'operazione, mentre il cecchino sta per colpire, si presenta in casa di Yoram, Zvia, che intuita la reale autenticità dei fatti, spara all'assassino del figlio, in nome della vendetta.
David, finalmente riappacificatosi con il suo passato, suona all'istituto dove è ricoverato Uriel.
- Guest star: Orly Zilbershats (Zvia Meyer), Sean Mongoza (Dahir), Jacob Daniel (Yoram), Ofri Biterman (Dori Meyer), Eli Eltonyo (Uriel Meyer), Avi Pnini (Sergei Amakov), Raanan Hefets (Uri Ronen), Dean Miroshnikov (Daniel).
- Ascolti Germania: telespettatori 3 490 000 – share 11,3%[2]